# Regne de Popo
El regne de Popo fou un antic regne africà a la costa del que avui és la república de Benín. La població de Grand Popo era la ciutat principal, i el lloc on embarcaven els esclaus que eren enviats a Amèrica. El regne limitava a l'est amb el regne de Whydah (i més enllà el d'Ardrah, Ardra o Arada del qual la tradició considera a Toussaint de Louverture com a net del rei), al nord amb el regne de Dahomey, al sud amb l'oceà Atlàntic, i a l'oest amb el regne de Koto (a la regió de Lampi) que el separava del regne de Ladingkub (també a Lampi).